# ジレス・バーンズ
ジャイルズ・ゴードン・バーンズ（Giles Gordon Barnes、1988年8月5日 - ）は、イングランド出身の元サッカー選手。現役時代のポジションはMF。元ジャマイカ代表。

## 経歴

### クラブ
17歳の誕生日にダービーとプロ契約を果たした。2006-2007シーズン、18歳にしてスターティングメンバーの座を確保する。チャンピオンシップには39試合出場、8ゴールをマークした。2007-2008シーズン、プレミアリーグに昇格したダービーはシーズンを通して低調な成績に終わったが、バーンズ自身も怪我に悩まされて満足なシーズンを送ることができなかった。シーズン中の膝の手術により、2008-2009シーズンの初めまで棒に振ることとなった。初挑戦となったプレミアリーグでは21試合出場、1ゴールを挙げた。2009年1月20日のカーリングカップ準決勝第2戦では、強豪マンチェスター・ユナイテッドを相手に2ゴールをマークした。2009年1月末、ローン移籍でフラムへ加入した。
2010年2月3日、ウェスト・ブロムウィッチ・アルビオンFCに移籍した。
2011年8月4日、ドンカスター・ローヴァーズFCに移籍した。
2012年8月29日、ヒューストン・ダイナモに移籍した。
2016年6月30日、バンクーバー・ホワイトキャップスに移籍した。
2017年2月25日、オーランド・シティSCに移籍した。
2018年1月9日、クルブ・レオンに移籍した。
2018年7月13日、コロラド・ラピッズへ6か月の短期契約で移籍した。

### 代表
イングランドU-19代表では、12試合に出場し7得点を挙げた。
その後、祖父母の出身地であるジャマイカ代表を選択。2015年3月27日のベネズエラ戦でデビューし、初得点も挙げた。